# 汉胜公司
汉胜公司（Hamilton Sundstrand）是美国一家航空产品和工业产品制造商，总部位于康涅狄格州温莎洛克斯。

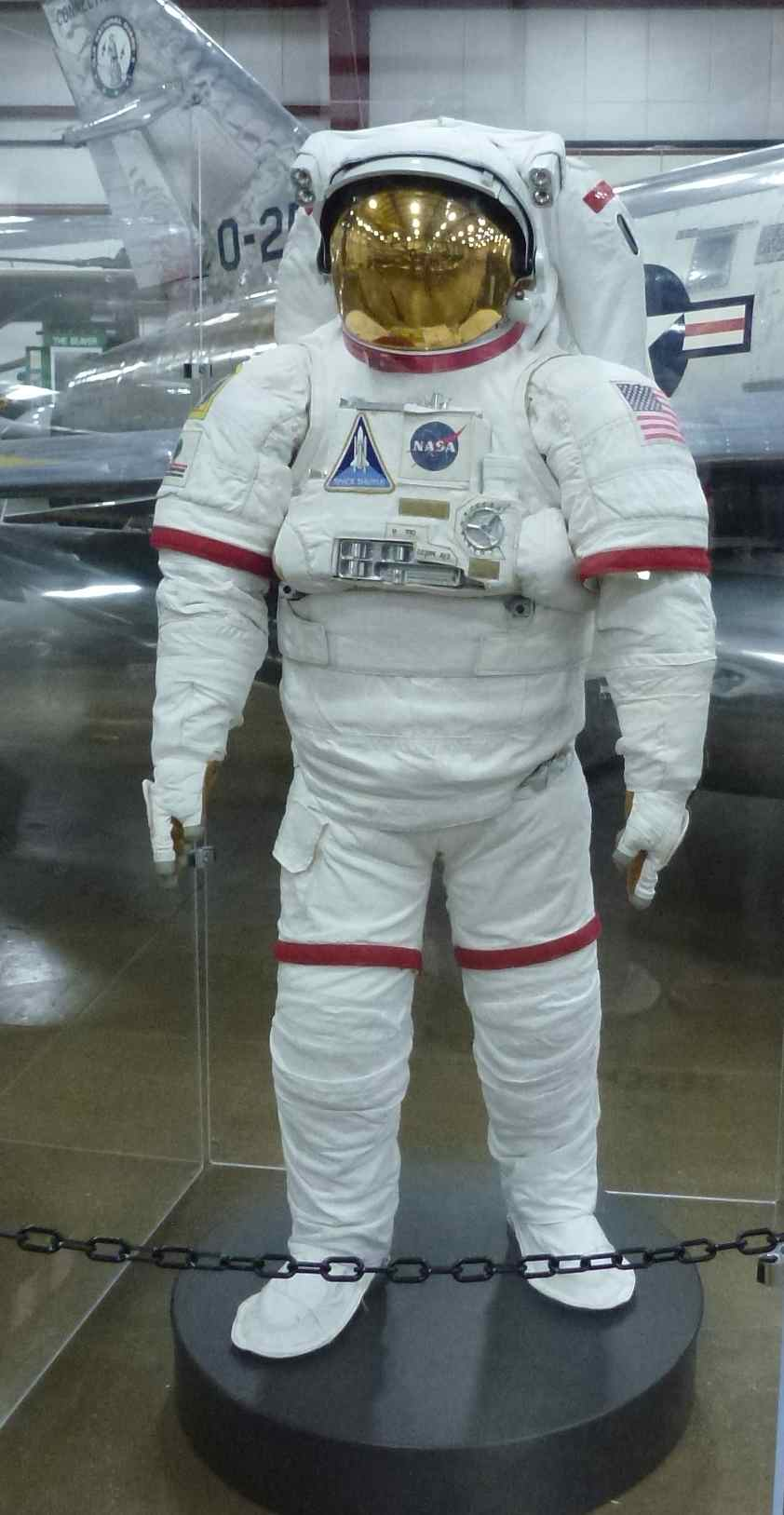
汉胜公司太空服，在新英格兰航空博物馆展出

## 历史
汉胜是联合技术公司的子公司，由汉胜公司与森德斯特兰德公司于1999年合并而成，两家公司分别建于1910年和1905年。2012年，汉胜与古德里奇公司合并成立联合技术航空航天系统公司。